# Testament profesora Wilczura
Testament profesora Wilczura – polski film fabularny z 1939 roku na podstawie scenariusza Tadeusza Dołęgi-Mostowicza. Pojawił się na ekranach w 1942 roku, w czasie II wojny światowej. Film uważa się za zaginiony.

## O filmie
Testament profesora Wilczura jest kontynuacją filmów Znachor (1937) i Profesor Wilczur (1938) powstałych na podstawie bestsellerowych powieści Tadeusza Dołęgi-Mostowicza. W odróżnieniu od poprzednich części trylogii, pisarz sam napisał scenariusz Testamentu i aktywnie współuczestniczył w jego produkcji (ówczesna prasa podawała, że jest to film oparty na powieści Dołęgi-Mostowicza, ale taka powieść nie ukazała się ani nie zachowała).
W filmie wystąpił w jednej z ról aktorskich sam Tadeusz Dołęga-Mostowicz, grając autora opowiadanej historii – swoje alter ego. 
Większość filmu powstawała przed wybuchem wojny, ale niektóre sceny kręcono jeszcze we wrześniu 1939 roku. Sam film wszedł do kin w czasie okupacji w 1942 roku. Wyświetlany był jeszcze po wojnie do około 1947 roku, jednak wszystkie jego kopie zaginęły.

## Fabuła
Po śmierci profesora Wilczura, który zmarł w poprzedniej części, jego ideę zorganizowania lecznictwa na wsi usiłuje wprowadzić w życie jego dawny współpracownik – Jemioł. Zakłada on Fundację im. Profesora Wilczura. Jednak działalność instytucji napotyka poważne przeszkody, a sam Jemioł pada ofiarą szantażystów, którzy grożą ujawnieniem jego grzechów z przeszłości.

## Obsada
- Tamara Wiszniewska – Elżbieta
- Helena Grossówna – Bronka
- Jacek Woszczerowicz – Jemioł
- Tadeusz Dołęga-Mostowicz – autor
- Józef Węgrzyn – profesor Dobraniecki
- Mieczysław Milecki – Stefan
- Stanisław Grolicki
- Feliks Chmurkowski
- Jerzy Kaliszewski
- Jerzy Marr
- Mieczysława Ćwiklińska
- Tadeusz Schmidt